# 皖通科技
安徽皖通科技股份有限公司（深交所：002331，简称皖通科技，英文：Anhui Wantong Technology Co.,Ltd.），是中国深圳证券交易所的一家上市公司，主营业务包括为高速公路、港口航运、城市智能交通等领域的行业用户提供集软件开发、系统集成和运行维护为一体的信息化产品和服务。
公司前身为安徽皖通科技发展有限公司，于1999年成立。2007年5月整体变更为股份有限公司，2010年1月6日在深圳证券交易所上市。
2018年，公司实现营业收入12.49亿元，同比增长25.4%；实现净利润1.06亿元，同比增长27.71。